# Fredrik Anders Jägerhorn
Fredrik Anders Jägerhorn af Spurila, son till Johan Anders Jägerhorn d.ä. och friherrinnan Barbro Juliana von der Pahlen föddes på Kopila i Sommarnäs i Finland 11 juli 1723 och dog 25 november 1801 på Näse gård. 
Volontär vid Nylands och Tavastehus dragonregemente 1741, korpral s.å., sergeant 1743, furir 1747. Fänrik vid Åbo läns infanteriregemente 1749, löjtnant 1750. Löjtnant vid Nylands och Tavastehus dragonregemente 1750, stabskapten 1752, regementskvartermästare 1762, kapten 1762, major 1765. 
Chef för Karelska dragonregementet 1767–1771 (premiärmajor vid skvadronen), överstelöjtnants avsked 1771. Deltog i hattarnas krig: fälttåget 1741 i Finland och fälttåget i Västerbotten 1743. Ägde Domarby gård i Helsinge socken och Näse säteri i Pernå i Finland. 
Gift på Näse gård 27 september 1752 med Ulrika Sofia Brunow, adl. ätten n. 56, dotter till kaptenen Adam Reinhold Brunow och Eva Sofia Glansenstierna. Yngre bror till Reinhold Johan Jägerhorn. Far till anjalamannen Johan Anders Jägerhorn och vicekommendanten på Sveaborg Fredrik Adolf Jägerhorn.